# Chuck Hogan

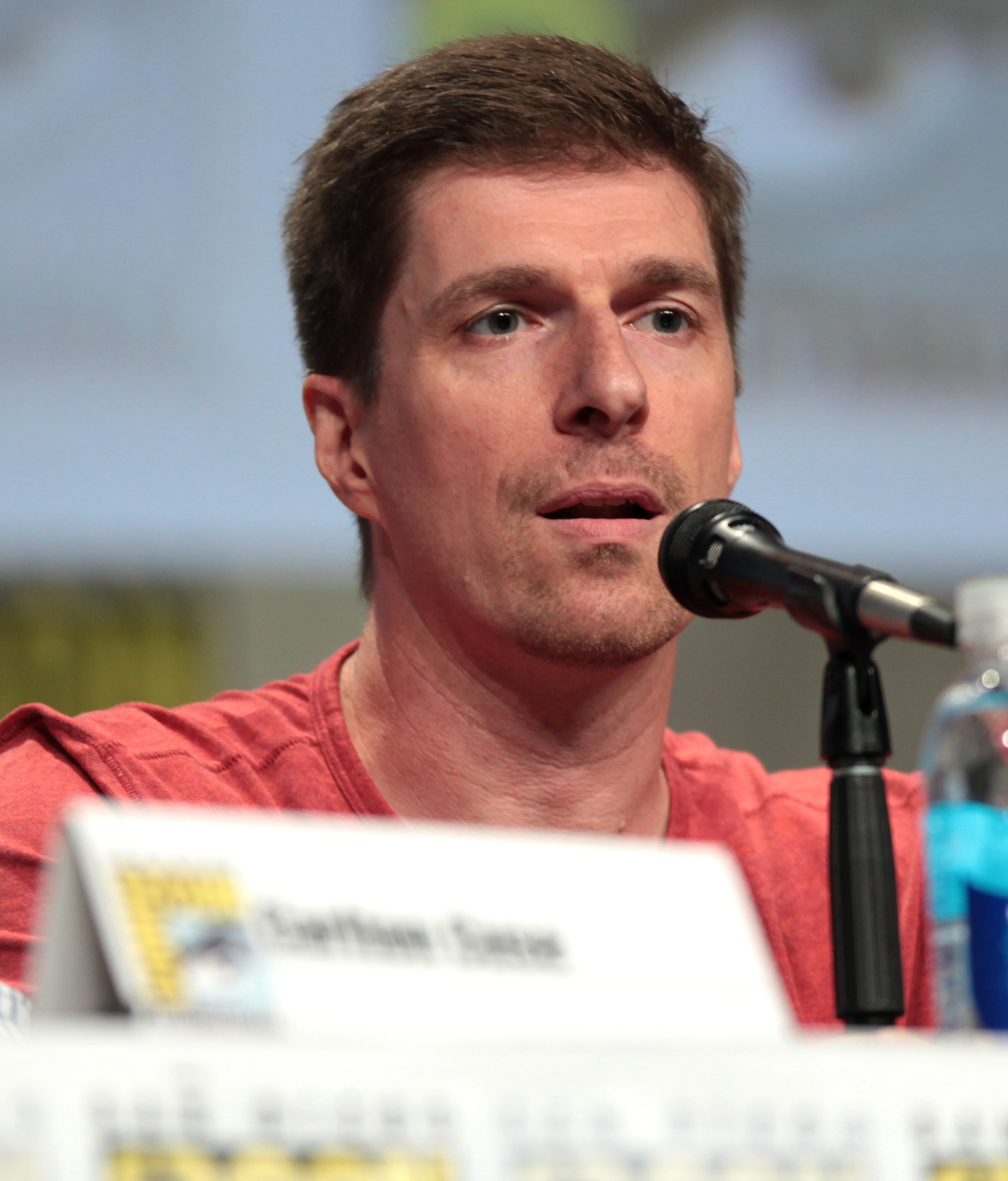
Chuck Hogan (2014)

Chuck Hogan (* 1968 in Boston) ist ein US-amerikanischer Schriftsteller und Drehbuchautor.

## Leben
Bis 1986 besuchte er die High School in Canton (Massachusetts), anschließend das Boston College.
Sein Roman Prince of Thieves (dt. Titel Endspiel) wurde von Ben Affleck unter dem Titel The Town – Stadt ohne Gnade verfilmt. Das Buch war 2005 mit dem Hammett Prize ausgezeichnet worden, und Stephen King zählte es zu den zehn besten jenes Jahres.
Gemeinsam mit Guillermo del Toro verfasste Hogan eine Trilogie von Vampir-Romanen. An der darauf basierenden Fernsehserie The Strain ist er als Drehbuchautor beteiligt. Der 2016 veröffentlichte Film 13 Hours: The Secret Soldiers of Benghazi von Michael Bay basiert auf einem Drehbuch von Hogan, der wiederum auf eine Vorlage von Mitchell Zuckoff zurückgriff.

## Werke
- The Standoff (1994)
  - Das Hornissennest. Dt. von Jürgen Bürger, 1996
- The Blood Artists (1999)
- Prince of Thieves
  - Endspiel. Dt. von Bernhard Kleinschmidt, 2008
- The Killing Moon (2007)
  - Mördermond. Dt. von Thomas Piltz, 2009
- The Strain (2009) – mit Guillermo del Toro
  - Die Saat, Dt. von Jürgen Bürger und Kathrin Bielfeldt, 2009
- Devils In Exile (2010)
  - Kopfgeld, Dt. von Thomas Piltz, 2011
- The Fall (2010) – mit Guillermo del Toro
  - Das Blut, übersetzt von Alexander Lang 2010
- The Night Eternal (2011) – mit Guillermo del Toro
  - Die Nacht, Dt. von Alexander Lang 2012